# Hubert Ritter
 (février 2023).
La mise en forme du texte ne suit pas les recommandations de Wikipédia : il faut le « wikifier ».
Les points d'amélioration suivants sont les cas les plus fréquents :
- Les titres sont pré-formatés par le logiciel. Ils ne sont ni en capitales, ni en gras.
- Le texte ne doit pas être écrit en capitales (les noms de famille non plus), ni en gras, ni en italique, ni en « petit »…
- Le gras n'est utilisé que pour surligner le titre de l'article dans l'introduction, une seule fois.
- L'italique est rarement utilisé : mots en langue étrangère, titres d'œuvres, noms de bateaux, etc.
- Les citations ne sont pas en italique mais en corps de texte normal. Elles sont entourées par des guillemets français : « et ».
- Les listes à puces sont à éviter, des paragraphes rédigés étant largement préférés. Les tableaux sont à réserver à la présentation de données structurées (résultats, etc.).
- Les appels de note de bas de page (petits chiffres en exposant, introduits par l'outil «  Source ») sont à placer entre la fin de phrase et le point final[comme ça].
- Les liens internes (vers d'autres articles de Wikipédia) sont à choisir avec parcimonie. Créez des liens vers des articles approfondissant le sujet. Les termes génériques sans rapport avec le sujet sont à éviter, ainsi que les répétitions de liens vers un même terme.
- Les liens externes sont à placer uniquement dans une section « Liens externes », à la fin de l'article. Ces liens sont à choisir avec parcimonie suivant les règles définies. Si un lien sert de source à l'article, son insertion dans le texte est à faire par les notes de bas de page.
- La présentation des références doit suivre les conventions bibliographiques. Il est recommandé d'utiliser les modèles {{Ouvrage}}, {{Chapitre}}, {{Article}}, {{Lien web}} et/ou {{Bibliographie}}. Le mode d'édition visuel peut mettre en forme automatiquement les références.
- Insérer une infobox (cadre d'informations à droite) n'est pas obligatoire pour parachever la mise en page.

Pour une aide détaillée, merci de consulter Aide:Wikification.
Si vous pensez que ces points ont été résolus, vous pouvez retirer ce bandeau et améliorer la mise en forme d'un autre article.
Hubert Hans Ritter, né le 17 mars 1886 à Nuremberg et mort le 25 mai 1967 à Munich, était un architecte allemand et agent d'urbanisme.

## La vie
Hubert Ritter est issu d'une famille d'artistes de Nuremberg du côté paternel, son grand-père était le peintre et graveur Lorenz Ritter, son père le peintre Paul Ritter le Jeune. Le grand-père maternel de Ritter était le psychiatre Bernhard von Gudden, qui s'est noyé dans le lac de Starnberg avec Louis II, roi de Bavière.
Après la mort du père en 1888, la mère s'installe à Munich avec ses deux enfants. Là, Hubert Ritter a fréquenté le Wilhelmsgymnasium humaniste après la Grundschule an der Herrnstraße, où il a obtenu son diplôme d'études secondaires en 1905 avec «très bien».
Ritter a étudié l'architecture à l' Université technique de Munich. Sur la recommandation de son professeur Friedrich von Thiersch, il rejoint l'association des architectes académiques de Munich en tant qu'étudiant. Il a réussi son examen de diplôme principal en 1909 «avec distinction». La même année, il se fiance à Margarethe Krauß, la fille du directeur d'une banque hypothécaire, qu'il épouse à l'été 1911 à l' abbaye Saint-Boniface de Munich. À l'été 1909, Ritter a commencé à travailler dans le bureau de Francfort de Thiersch, où il a travaillé sur la planification de la Festhalle de Francfort et l'agrandissement du Kurhaus de Wiesbaden.
Pour se préparer à l'examen d'État, il a dû passer à la commission locale du bâtiment et à l'autorité suprême du bâtiment à Munich en tant que stagiaire. Il a également conçu le bâtiment d'un théâtre de marionnettes à Munich. Après l'approbation de l'Autorité suprême du bâtiment, il a été autorisé à ouvrir un bureau privé parallèlement à son travail officiel. Il y réalise sa première grande commande à Munich fin 1910, un plan d'aménagement. En avril 1911, Ritter effectue son premier voyage en Italie. À l'été 1912, son fils aîné Hubert jr. né. Toujours en 1912, il passa le deuxième Staatsexamen à l'architecte du gouvernement (Regierungsbaumeister) avec le grade 1. Il a ensuite travaillé dans le département de construction de district du gouvernement de Haute-Bavière.
De 1913 à 1924, il a travaillé comme maître d'œuvre dans l'administration municipale des bâtiments de la ville de Cologne. L'un de ses premiers travaux là-bas a été de planifier la conversion du Gürzenich, et c'est alors qu'il est entré en contact avec Konrad Adenauer, qui était alors chargé des finances de la ville, qui était enthousiasmé par la structuration financière du complexe immobilier par Ritter et persuadé son oncle, le maire de Cologne Max Wallraf, de confier à Ritter la rénovation de l' hôtel de ville de Cologne, qui dura jusqu'à la mi-1916. Le 27 mars 1914, la fille de Ritter, Lieselotte, est née. En 1917, Ritter a repris la direction du département des bâtiments du bureau de la guerre à Coblence. Le 24 août 1918, la fille Martha est née et le 10 février 1922, la fille Emma, âgée de huit mois, est décédée d'une pneumonie.
En janvier 1923, Ritter est nommé maître d'œuvre (Baurat) à vie. Le plus jeune fils, Hans Georg, est né le 27 juillet 1924. Pendant ce temps, Ritter voulait écrire une thèse sur le thème «Les problèmes de circulation de Cologne». Le recteur de l'université et le chef du département des transports avaient déjà donné leur accord lorsque le maire de l'époque Adenauer, à l'instigation du chef du bureau d'expansion de la ville, a interdit ce projet. En conséquence, Ritter a postulé aux postes vacants d'agent d'urbanisme à Nuremberg et à Leipzig. Comme Leipzig réagit le premier, il s'y présente et prend finalement ses fonctions à Leipzig le 21 novembre 1924. L'une de ses premières tâches est la création d'un plan général de développement. A cet effet, il disposait d'un plan aérien composé de 52 panneaux à l'échelle 1:5000, qui couvraient une superficie totale de 409 km² avec une limite d'erreur maximale de 1 mm par panneau. En 1925, la famille de Ritter a également déménagé de Cologne à Leipzig.
Après un bref séjour dans la Südstraße (aujourd'hui Karl-Liebknecht-Straße), ils emménagent au rez-de-chaussée d'une maison nouvellement construite par l'architecte Riedel au Rückertstraße le 18 Mars 1927. À Leipzig, Ritter a lancé la «Semaine de l'habitat» qui a eu lieu à Mars 1927. Des représentants des villes d'Amsterdam, de Berlin, de Hambourg, de Karlsruhe, de Cologne, de Leipzig, de Londres, de Vienne, de Zurich et de villes des États-Unis ont discuté la construction de logements modernes. A cette époque, Ritter est devenu membre de la «Reichsforschungsgesellschaft für Wirtschaftlichkeit im Bau- und Wohnungswesen» (Société de recherche du Reich pour l'efficacité économique dans la construction et le logement). Là , il était membre du comité des méthodes de construction métallique ainsi que Walter Gropius.
Peu de temps avant la fin du mandat électoral de Ritter en novembre 1930, le SPD, le KPD et le NSDAP ont exigé que le poste d'agent d'urbanisme soit annoncé, et une campagne de dénigrement contre lui a éclaté de manière inattendue. Le NSDAP a agité contre lui en utilisant une affiche, le SPD s'est opposé à la réélection de Ritter dans des articles de journaux. Lors de la réunion du conseil municipal de décembre 1930, au cours de laquelle il y aurait eu des scènes tumultueuses, il n'a pas été réélu par 34 voix contre 24. Moritz Wolf de Hindenburg (aujourd'hui: Zabrze) en Haute-Silésie a été élu urbaniste officier pour les six prochaines années.
Le quartier des cliniques universitaires de Leipzig faisait également partie du plan général de développement de Ritter de 1924, de sorte qu'il devait entrer en contact avec les chefs de ces cliniques à l'époque et à partir de 1927, il participa également aux congrès de l'International Hospital Society. C'est ainsi qu'en 1931, il se lance dans la construction hospitalière en tant qu'architecte indépendant. Sa première mission indépendante a été l'achèvement du nouveau bâtiment de l'hôpital St. Elisabeth à Leipzig. Ritter a finalement été récompensé en 1932 par l' Université technique de Hanovre avec son travail «La construction hospitalière du présent à la maison et à l'étranger. Économie, organisation et technologie» avec distinction pour Dr.-Ing. doctorat. Il était alors membre du comité du «deutscher Städtetag» en tant qu'expert.
Après 1936, à la suite d'un décret du Gauleiter saxon Martin Mutschmann , Ritter ne reçoit plus de marchés publics. En 1940, Ritter est chargé d'élaborer le plan général d'aménagement de la ville de Cracovie ,, probablement par l'intermédiaire d'un ami universitaire.
À l'automne 1941, il se voit offrir le poste d'officier d'urbanisme de la Ville de Luxembourg, avec pour mission d'élaborer le plan général d'aménagement. À ce poste, il envisage notamment en 1943 la construction d'un pont reliant la Ville-Haute au Kirchberg, projet qui sera finalement réalisé par Egon Jux vingt ans plus tard.
Le 4 juin 1945, Ritter obtint l'un des premiers permis américains à Bad Ems afin de travailler comme ancien agent d'urbanisme de Leipzig dans la reconstruction des hôpitaux, mais l'administration municipale de Leipzig n'était pas intéressée par cela. Lorsque Leipzig passe alors dans la Zone d'occupation soviétique en Allemagne, la puissance occupante l'oblige à construire des hôpitaux militaires russes. Après que les propositions d'urbanisme de Ritter n'aient pas suscité d'intérêt à Leipzig et son avant-projet d'un hôtel à la gare principale avec la mention «La forme que vous avez proposée dans votre croquis ne sera en aucun cas utilisée, car nous voulons voir se réaliser le patrimoine culturel et non des formes formalistes dans nos bâtiments.» avait été rejeté, il décida de retourner auprès de ses enfants à Munich le 26 octobre 1952. Là, il travailla dans le bureau de son fils Hans Ritter, principalement à la reconstruction d'hôpitaux, tels que l'hôpital Rechts der Isar, la clinique universitaire de Cologne ou, en 1956, l'extension de l'hôpital St. Elisabeth à Straubing. Son dernier travail a été l'avant-projet de l'hôpital St. Elisabeth à Bad Kissingen.
Hubert Ritter est décédé d'une insuffisance cardiaque en 1967 peu après l'âge de 81 ans.

## Réalisations

### À Munich
- 1910: Kasperltheater Birkenmeyer
- 1910–1911: Bâtiments résidentiels dans la Widenmayerstrasse
- 1911–1912: Complexe résidentiel sur la Winzerstrasse
- 1912: Immeuble résidentiel à l'angle de la Nymphenburger Strasse et de la Landshuter Allee

### À Cologne
- 1913–1916: Conversion de l'hôtel de ville de Cologne
- 1920: Salle du conseil municipal dans le bâtiment espagnol de l'hôtel de ville de Cologne
- 1922–1923: Volksschule au Sülzgürtel (plus tard: Theodor-Heuss-Realschule)
- 1922–1923: Maison de retraite pour femmes, Jakobstrasse
- 1923: Usine d'automobiles Scheele [8]

### À Leipzig
- 1925–1929: Nouveau musée Grassi, Johannisplatz 5–11 (conception urbaine préliminaire et gestion globale); architectes: Carl William Zweck, Hans Voigt
- 1925: Halle du marché de la viande brute à l'abattoir et au bétail municipal (avec Carl James Bühring; démoli)
- 1925–1926: Planétarium (détruit dans la guerre)
- 1925–1926: Conversion comprenant le raccourcissement de 7 mètres du château d'eau de 65 mètres de hauteur construit en 1907/1908, Tauchaer Strasse 14 (avec Carl James Bühring)[9]
- 1926: Complexe résidentiel Mockauer Straße 32-76, Friedrichshafner Strasse 69, 70, Gontardweg 137[9]
- 1926–1927: Chaufferie de la clinique pour enfants, Eilenburger Strasse
- 1927: Salle des piliers au Musée Grassi
- 1927: Clinique dermatologique de l'hôpital municipal St. Jakob, Liebigstrasse 19-21
- 1927: Aménagement du « type d'école de Leipzig »
- 1928–1929: 31. Volksschule (aujourd'hui : Centre scolaire professionnel 1), Crednerstrasse 1 et 55. Volksschule, Ratzelstraße 26
- 1928–1929: IV. Höhere Mädchenschule, Karl-Heine-Strasse 22, (aujourd'hui: Schule am Palmengarten)
- 1927–1930: Grossmarkthalle, An den Tierkliniken 40 (ingénieur: Franz Dischinger)
- 1928–1930: Westbad à Leipzig-Lindenau, Odermannstrasse 15
- 1929: Transformation de la caserne principale des pompiers, Goerdelerring 7[10]
- 1929–1930: Maison de la peste (station de quarantaine) pour l'hôpital St. Jacob, Philipp-Rosenthal-Strasse (démolie après 2006)
- 1929–1930: Siedlung « Rundling » à Leipzig-Lößnig, Siegfriedplatz 1–16, Nibelungenring 1–93
- 1930: Complexe résidentiel Rosenowstraße 31-57 à Mockau (côté rue avec numéros de maison impairs) construit dans le style de Neues Bauen
- 1930–1931: Hôpital St. Elisabeth à Leipzig-Connewitz, Biedermannstrasse 84 (supervision des travaux d'après les plans de l'architecte Carl Fischer)

Buildings by Hubert Ritter
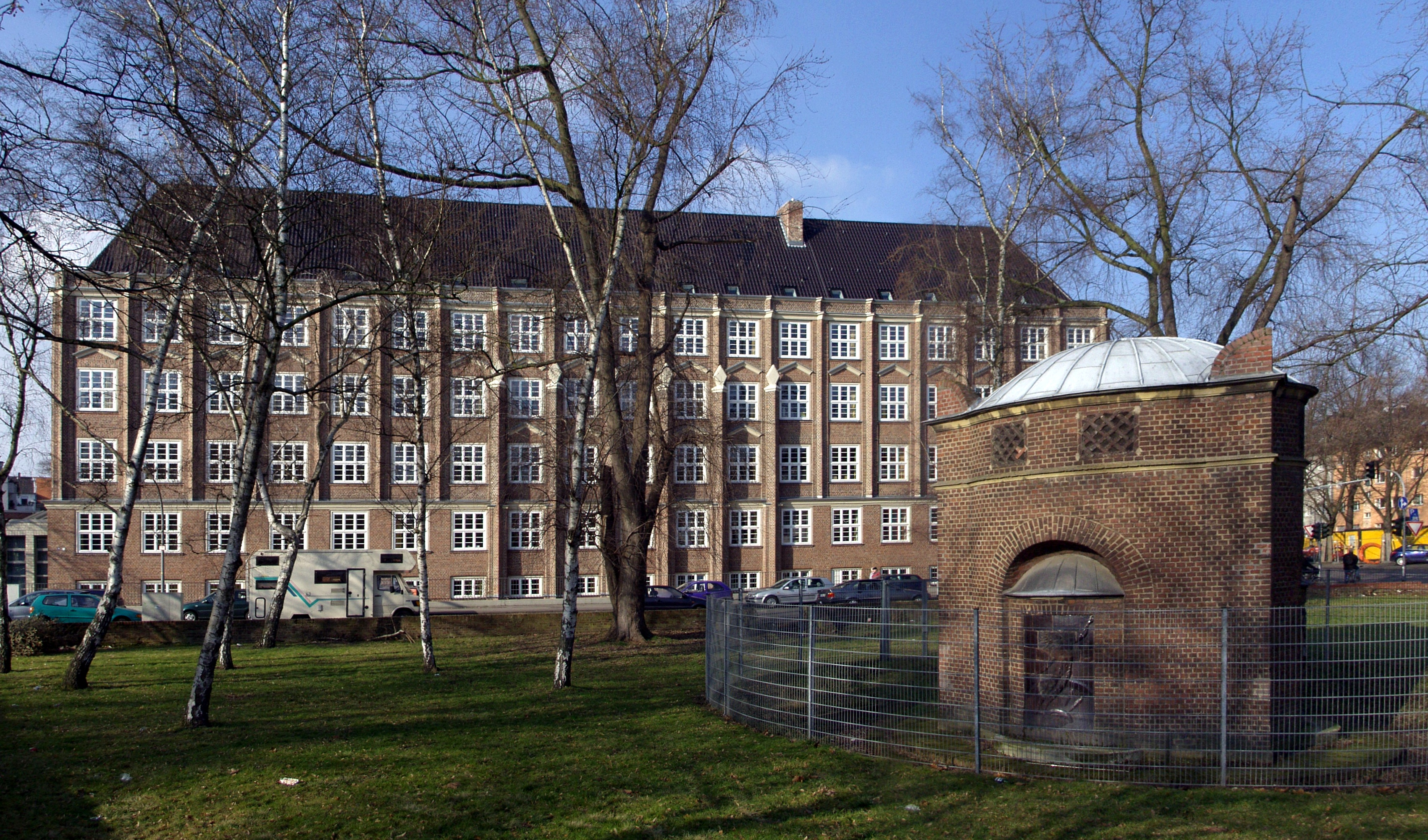
Cologne: Theodor-Heuss-Realschule
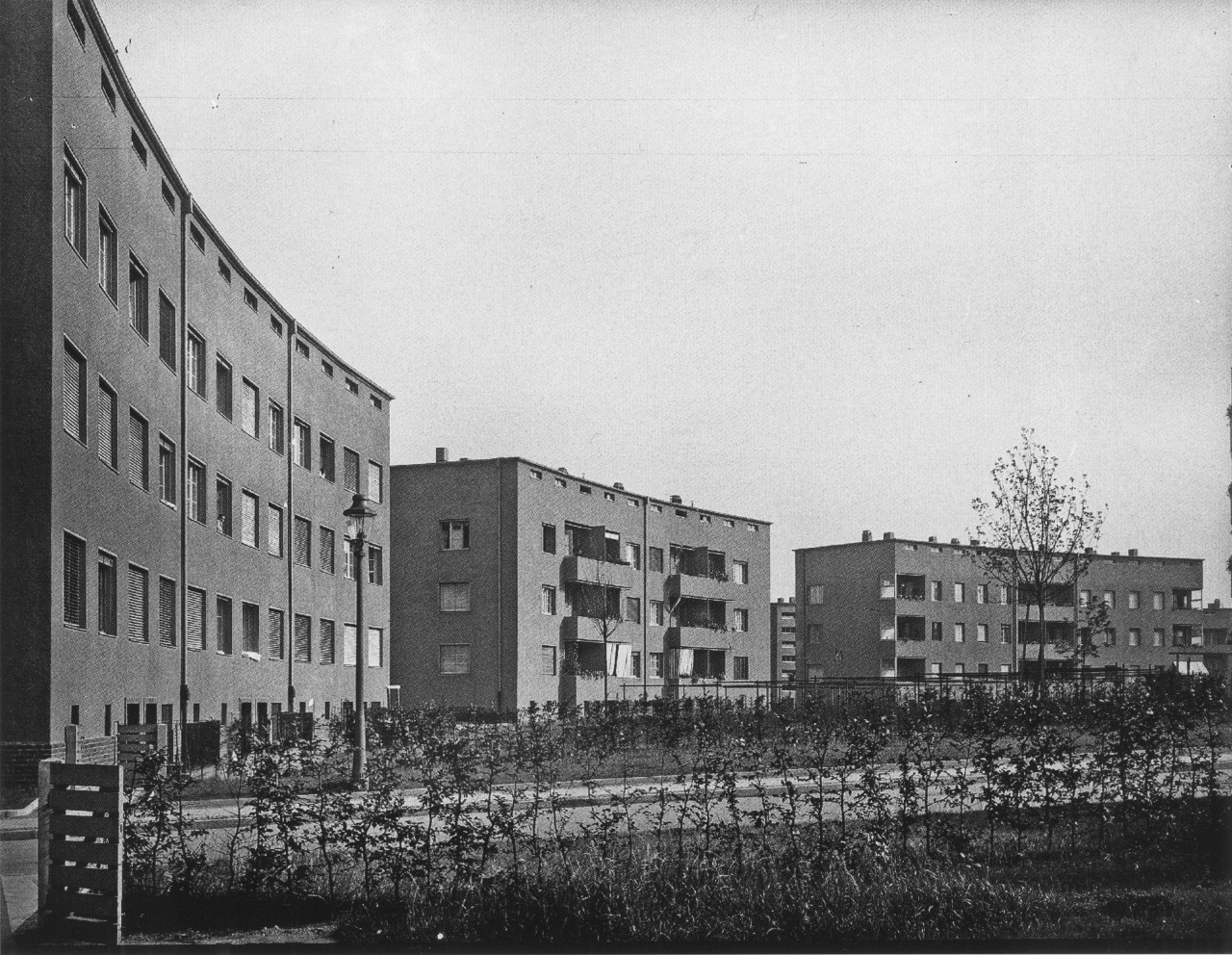
Leipzig: Rundling (1930)
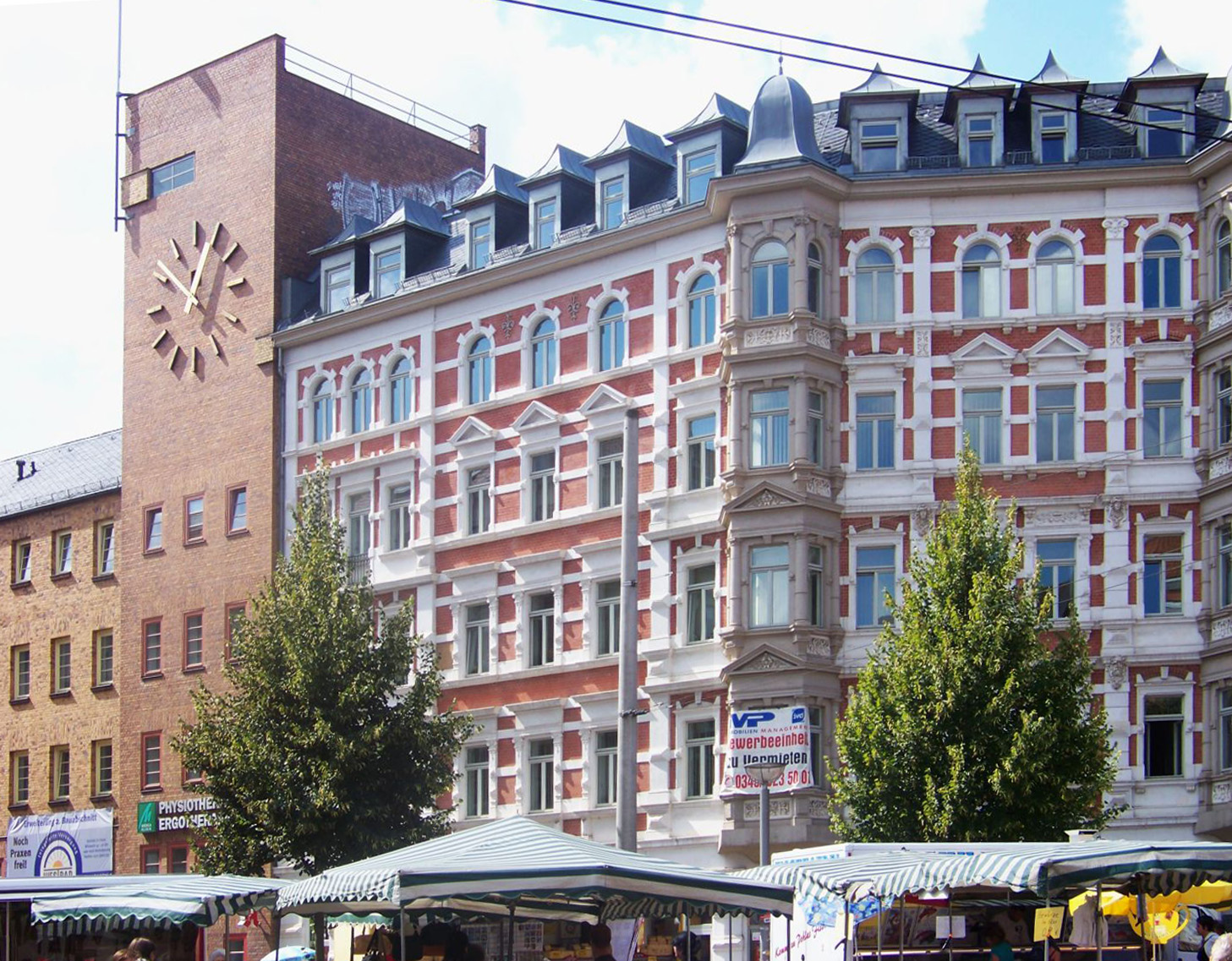
Leipzig: Westbad
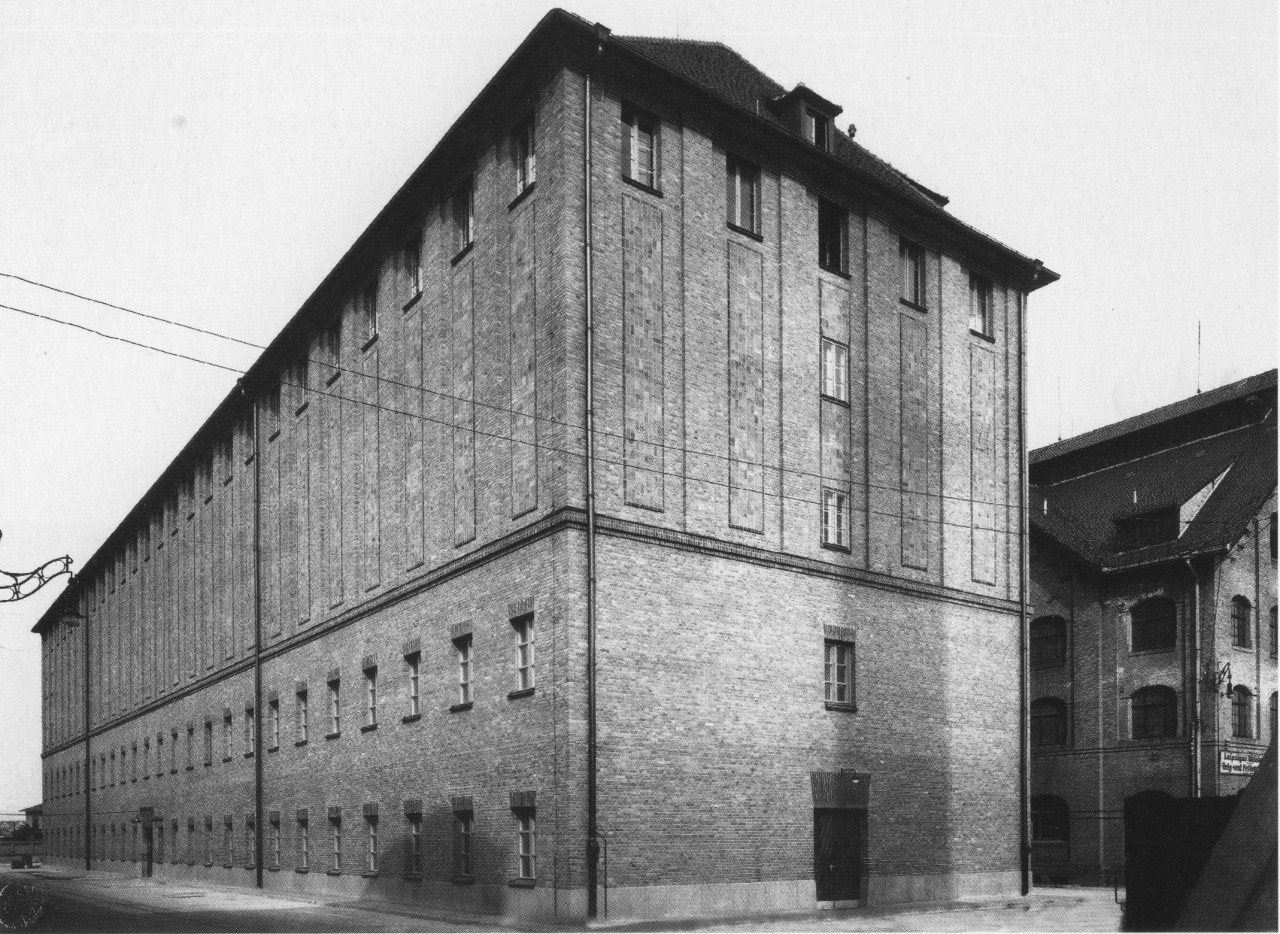
Leipzig: Hall du marché de la viande (1926)
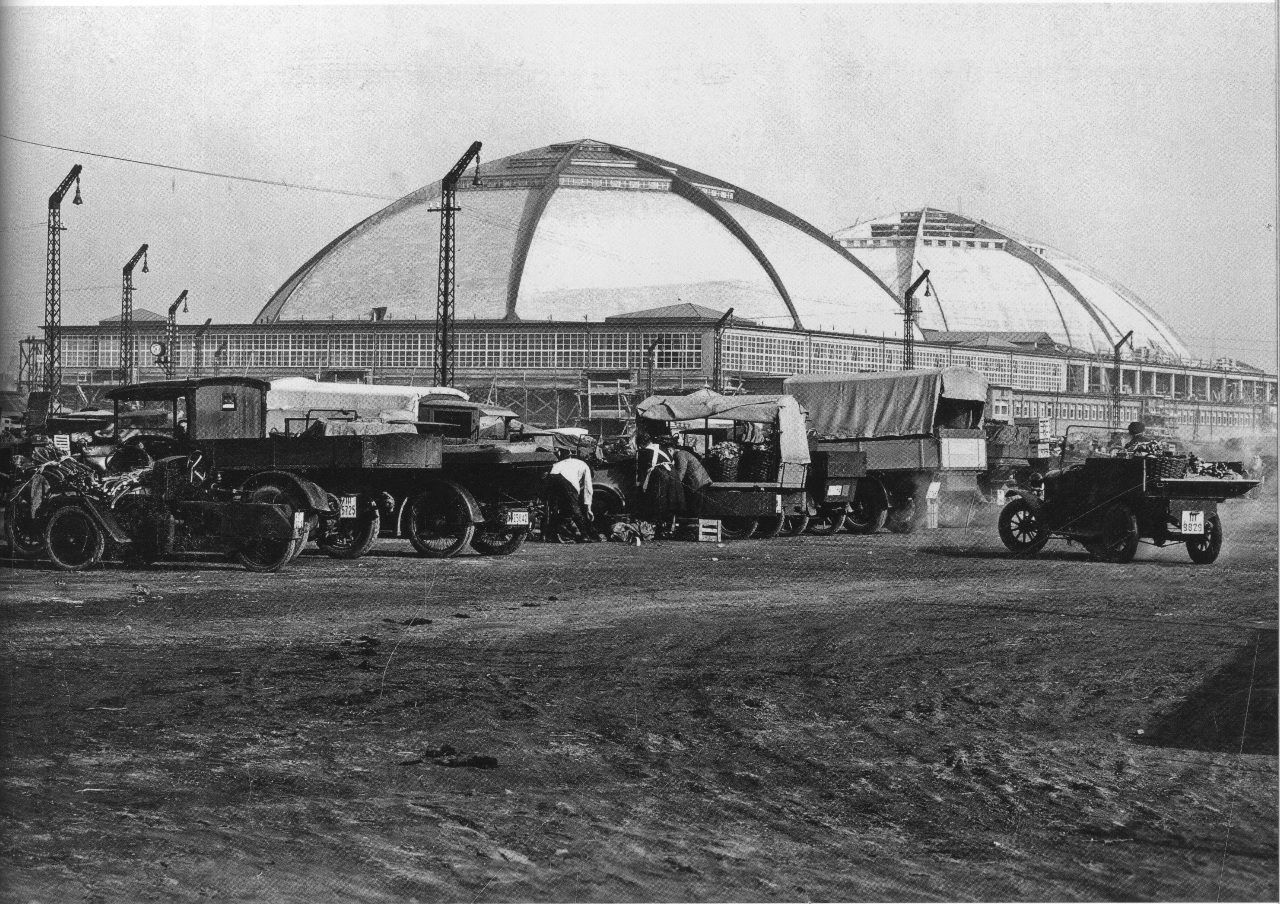
Leipzig: Grossmarkthalle (1929)
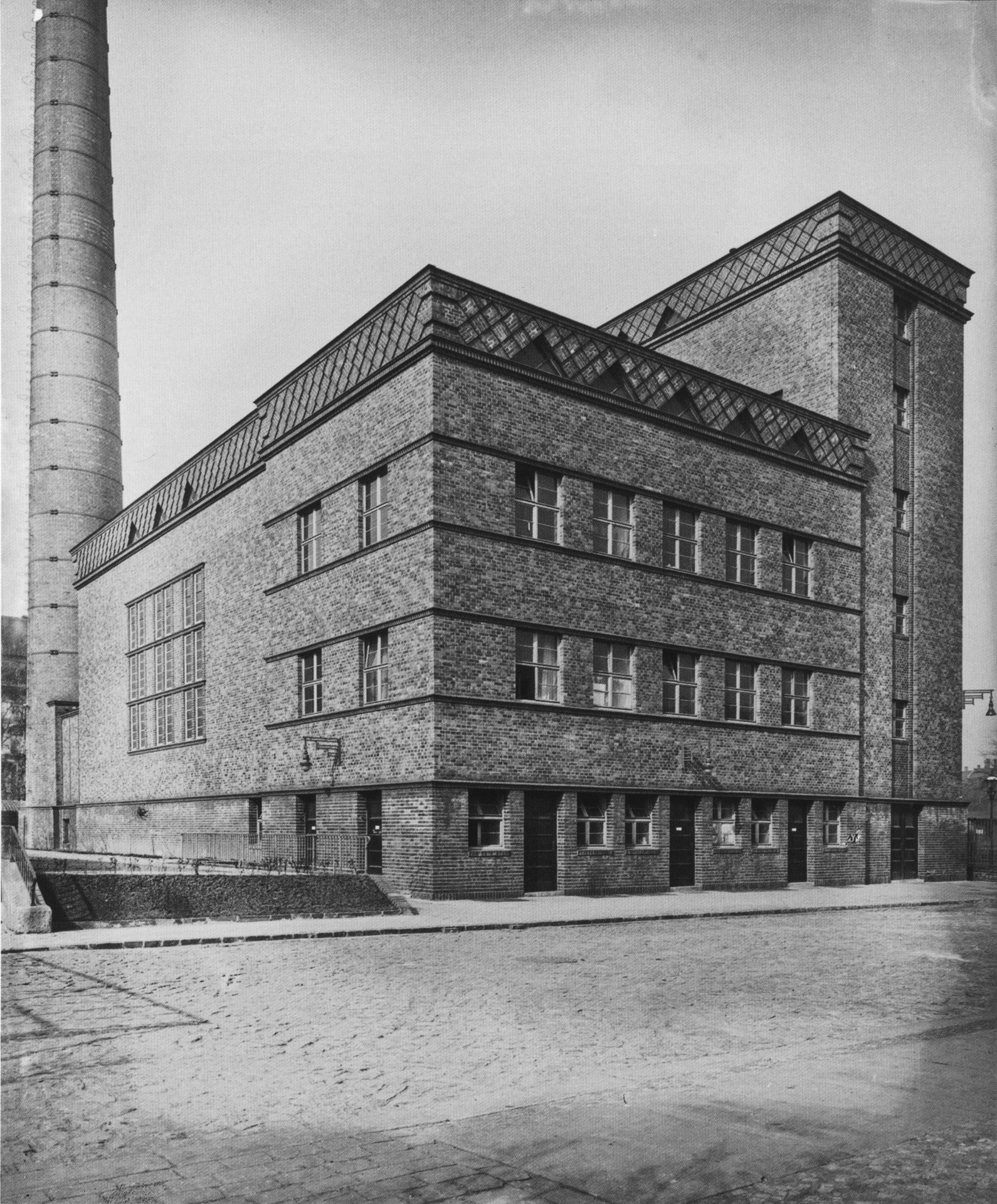
Leipzig: Chaufferie de la clinique pour enfants (1927)
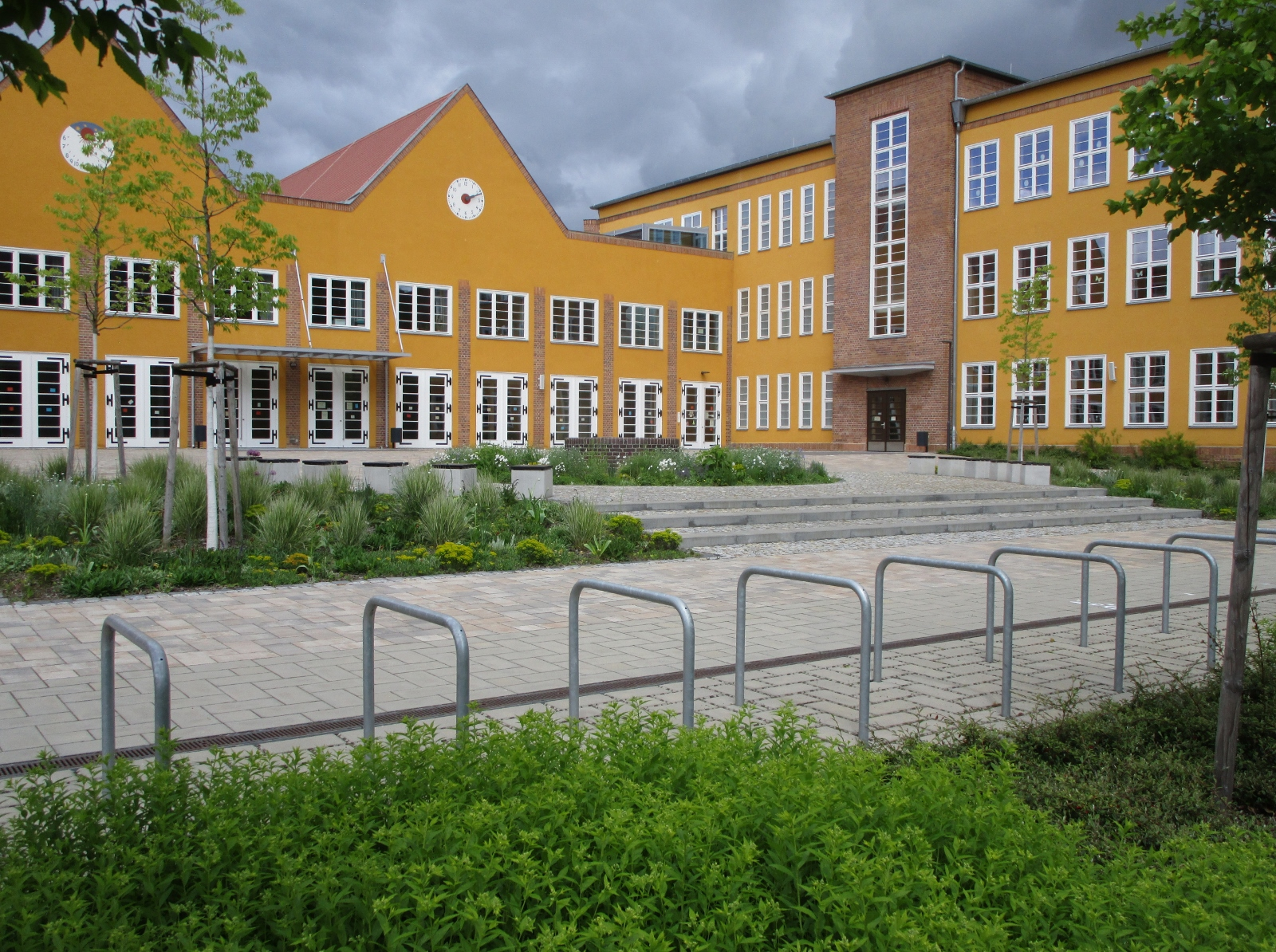
Leipzig, 55e école, Ratzelstrasse
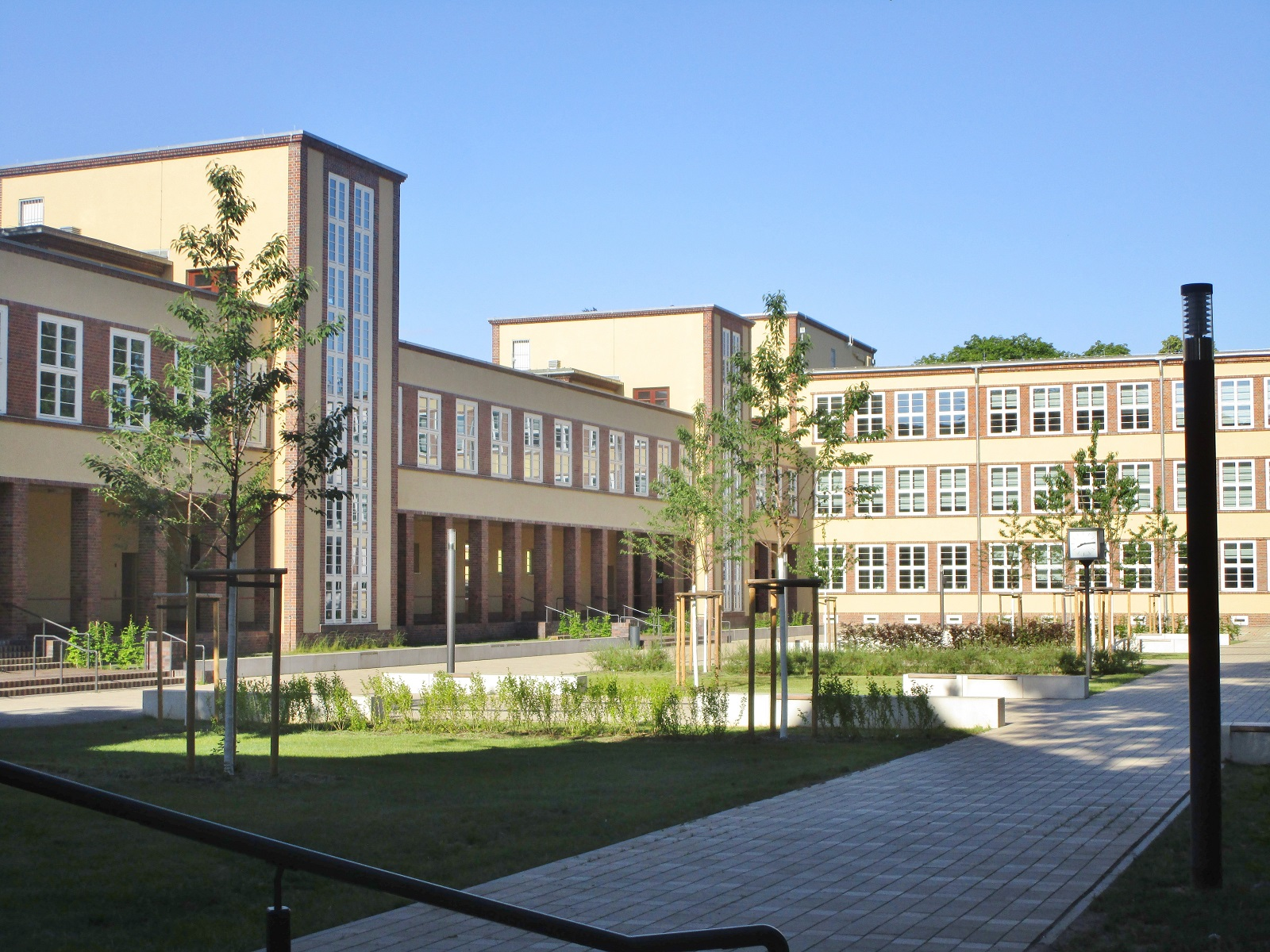
Leipzig: Schule am Palmengarten

## Divers
Le travail de Ritter faisait partie de les compétitions artistiques aux Jeux olympiques d'été de 1928.

## Écrits
- «Kölner Bauprobleme. Gürzenich, Heumarkt, Neubau d. Kölner Rathauses, Dom-Umbauung.» Hoursch & Bechstedt, Köln 1924.
- «Neue Stadtbaukunst. Leipzig.» Friedrich Ernst Hübsch Verlag, Berlin, Leipzig, Wien, 1927.
- «Wohnung, Wirtschaft, Gestaltung. Ein Querschnitt durch die Leipziger  Siedlungswoche März 1927 und dem anschließenden Lehrgang über das deutsche Siedlungswesen in Stadt und Land.» F. E. Hübsch, Berlin 1928.
- «Der Krankenhausbau der Gegenwart im In- und Ausland. Wirtschaft, Organisation und Technik.» J. Hoffmann, Stuttgart 1932.